# Jean-Baptiste Alexandre Damase de Chaudordy
Jean-Baptiste Alexandre Damase de Chaudordy, también Jean-Baptiste-Alexandre-Damaze de Chaudordy (Agen, 4 de diciembre de 1826 - París, 26 de marzo de 1899) fue un conde francés que se desempeñó como político y diplomático de la Francia de su tiempo. Algunos de sus trabajos más destacados son sus nombramientos como embajador ante la Confederación Suiza y ante el Reino de España, así como la representación de la Tercera República francesa en la Conferencia de Constantinopla.

## Biografía
Jean-Baptiste Alexandre Damase de Chaudordy nació el 4 de diciembre de 1826 en Agen, entonces parte del recientemente restaurado Reino de Francia bajo el reinado de Carlos X. Hijo de Jean-Baptiste de Chaudordy (1781-1849), conde, abogado profesional y futuro diputado de Lot y Garona (1844-1848); así como también nieto de un notario, Jean-Baptiste Alexandre Damase pasará su infancia en el castillo de Laclotte, ubicado en Castelculier. Estudiará en los liceos Henri IV y Louis-le-Grand. De joven adulto fue herido mientras participaba en la represión de las barricadas de junio de 1848 como parte de la Guardia Nacional.
El mismo año de 1848 ingresará a trabajar en el Ministerio de Asuntos Exteriores. En 1850 recibe su primer destino en el extranjero, debiendo partir a Roma (Estados Pontificios) como agregado de la embajada francesa, siendo nombrado conde romano (un título nobiliario pontificio protocolario para extranjeros) por Pío IX. Durante los siguientes 12 años se desempeñaría como secretario en las embjadas francesas de Londres (Reino Unido), Weimar (Ducado de Sajonia-Weimar-Eisenach), Madrid (Reino de España) y Copenhague (Reino de Dinamarca).
Entre 1862 y 1867 volvería a Francia, donde desempeñó cargos ejecutivos dentro del gabinete ministerial. En 1867 fue nombrado ministro plenipotenciario, cargo con el que viviría la guerra franco-prusiana y, en concreto, el Sitio de París. El 8 de febrero de 1871 fue elegido diputado de Lot y Garona, como ya lo fue su padre entre 1844 y 1848, sentándose en la bancada de la Unión de Derechas (en francés: Union des droites).
En esta etapa de ministro plenipotenciario viviría también la audiencia en 1870 con Salustiano Olózaga, entonces embajador de España en Francia, que informó al ministro francés de la candidatura del duque de Aosta al trono de España, la cual fue bien recibida por el gobierno francés según De Chaudordy.
Fue nombrado embajador ante la Confederación Suiza con residencia en Berna el 6 de diciembre de 1873 y poco después embajador ante la República de España con residencia en Madrid el 5 de septiembre de 1874. Unos meses después de su llegada, la República española llegó a su fin y se dio la Restauración borbónica en España en el comienzo del año 1875. De Chaudordy lo resumió de la siguiente manera: «Jamás cambio alguno de régimen ha tenido lugar con una calma y una armonía tales». Durante sus años de embajador en España, desarrolló un gusto por la cultura española que le llevó a crear su «colección española» (en francés: collection espagnole), que incluía cinco cuadros de Goya y de seguidores de este como Eugenio Lucas Velázquez. Actualmente su colección se puede visitar en el Museo de Bellas Artes de Agen.
Acudió como representante de la Tercera República francesa para la Conferencia de Constantinopla, celebrada en la capital del Imperio otomano entre 1877 y 1878. Durante el transcurso de la misma rechazó el puesto de embajador ante el Imperio otomano por los sucesos imperantes de la guerra ruso-turca.
De vuelta a Madrid, fue puesto en excedencia el 11 de diciembre de 1878, antes de ser nombrado por el gobierno de Léon Gambetta embajador ante el Imperio ruso con residencia en San Petersburgo el 27 de diciembre de 1881. Sin embargo, fue reemplazado el 21 de febrero de 1882, tras la caída del gobierno de Gambetta, por el almirante Benjamin Jaurès, quien también le había sucedido como embajador ante el Reino de España en diciembre de 1878. De Chaudordy se unió a la Comisión de Archivos Diplomáticos del Ministerio de Relaciones Exteriores.

## Distinciones
- Gran Oficial de la Legión de Honor ( Francia, 17 de marzo de 1888).
- Comandante de la Legión de Honor ( Francia, 2 de mayo de 1876).
- Oficial de la Legión de Honor ( Francia, 30 de agosto de 1866).[1]
- Caballero de la Legión de Honor ( Francia, 14 de agosto de 1863).
- Gran Cruz de la Orden de Carlos III ( España, junio de 1876).[8]